# Font del Bisbe Armanyà
Font del Bisbe Armanyà és una font catalogada com a monument del municipi de Vilanova i la Geltrú (Garraf) protegida com a bé cultural d'interès local.

## Descripció
Font elevada sobre una base esglaonada, de secció octogonal. Està realitzada en pedra i té quatre brocs i quatre piques. Hi ha quatre relleus idèntics en forma de cares, per la boca de les quals surten les aixetes. A la part superior apareixen els escuts del bisbe Armanyà i decoració de sanefes geomètriques. Les inscripcions que hi havia originalment han desaparegut, així com els motius decoratius de la part superior, que segurament es devia coronar amb coberta de pavelló.

## Història
La font es va fer l'any 1861 per encàrrec de l'ajuntament de Vilanova i la Geltrú i a la memòria de l'arquebisbe de Tarragona Francesc Armanyà i Font, fill de la Geltrú. La construcció d'aquesta font, com la d'altres que van erigir-se a Vilanova i la Geltrú en els mateixos anys, fou el resultat del projecte de portada d'aigües a la vila, promogut per Cristòfol Raventós i Soler (Toni Pau) i dut a terme el 1860. També hi va contribuir la donació feta el 1843 per Josep Antoni Vidal i Pascual, destinada a la construcció de cinc fonts per a la vila.